# Distritos de la República Popular China
Los distritos en la República Popular China (en chino: 辖区;pinyin; Xiáqū, literalmente; área bajo jurisdicción de) son divisiones que se categorizan según la población y el tamaño. Este tipo de divisiones de territorio configura varias poblaciones, ya que el mismo se divide en administraciones menores y posee un centro administrativo o capital.

## Administración
La ciudad-distrito, es una división administrativa designada por el municipio de jurisdicción directa y La ciudad más grande (较大的市), el nivel de ciudad más grande se encuentra entre la provincia (región autónoma) y el condado, perteneciente a la ciudad-prefectura . 
Las divisiones administrativas delimitadas en el área urbana,  distrito municipal (区) están al mismo nivel que la ciudad-condado y el condado . Sin embargo, la ciudad-distrito está al mismo nivel que las regiones, la liga y la prefectura autónoma , mientras, los Nuevos distritos de Shanghái, Pudong y de Tianjin, Binhai son áreas de jurisdicción subprovincial.
Las áreas bajo la jurisdicción del distrito municipal son principalmente Subdistritos, incluidos poblados y villas. Debido a la expansión de los distritos municipales en los últimos años, algunos distritos municipales son principalmente poblados y villas.
En general, el gobierno de la ciudad-distrito tiene menos funciones que el gobierno del condado y el gobierno de la ciudad-condado, porque muchas funciones del gobierno se han recopilado en las ciudades-prefectura.

## Historia
Antes de la década de 1980, las ciudades de la República Popular de China fueron divisiones administrativas que contenían en su mayoría zonas urbanas,tierras de cultivo y como resultado, los distritos albergan grandes regiones de campo abierto como las aldeas.
Después de la década de 1980, las prefecturas comenzaron a ser reemplazadas por ciudades-región. De ahí en adelante, las "ciudades" en la China continental se convirtieron al igual que cualquier otra división administrativa, que contiene las zonas urbanas, pueblos, aldeas y tierras de cultivo.
Al mismo tiempo, los condados y ciudades-condados comenzaron a ser reemplazados por ciudades-distritos, especialmente después de 1990. A partir de entonces, los distritos ya no eran sólo entidades urbanas, algunos distritos de hoy son como los condados, las ciudades y los municipios que gobiernan áreas urbanas y rurales.

## Ciudad - distrito
Una ciudad-distrito (en chino: 市辖区; pinyin, Shì xiáqū; literalmente, «territorio bajo jurisdicción municipal») es una división administrativa que se sitúa, en la estructura político-administrativa, por debajo de la ciudad-prefectura, pero más arriba de la ciudad-condado.
Municipio distrital se puede usar como referencia para occidente, ya que la zona es especial por contener mayor área urbana que la ciudad-condado.

## Distrito autónomo
El distrito autónomo o étnico (族区) es un tipo de distrito que está especialmente creado para las minorías étnicas. Actualmente hay 4 distritos de este tipo: tres en Henan y uno en Heilongjiang.
- Distrito Chanhe Hui
- Distrito Guancheng Hui
- Distrito Shunhe Hui
- Distrito Meilisi Daur

Como sus nombres lo indican son de las etnias hui y daur.

## Distrito-subprefectura
Esta es una subdivisión que un distrito hace parte de una ciudad, también conocida como Subciudad,Subprefectura o área bajo la jurisdicción de subprefectura (副地级区).
- Estos tipos de administración tienen atribuciones de condado dentro de la ciudad.

## Distrito del condado
Esta subdivisión que un distrito pertenecía al condado, también conocida como salón de distrito (区公所) y subcondado o jurisdicción del condado (县辖区),fue alguna vez una división importante en todo el territorio chino de 1950 a 1990. Era común que estas divisiones tuvieran entre 5 a 10 distritos en el condado y este de 3 a 5 poblados.
Después de la década de 1990, los distritos del condado comenzaron a ser eliminados, y su papel fue asumido por los pueblos y poblados más grandes creados por la fusión de otros más pequeños.
| Distrito de condado（1953-2009） |       |
| 1953                             | 18900 |
| 1983                             | 8100  |
| 1994                             | 1068  |
| 1995                             | 703   |
| 1996                             | 544   |
| 1997                             | 398   |
| 1998                             | 339   |
| 1999                             | 345   |
| 2000                             | 255   |
| 2001                             | 78    |
| 2002                             | 66    |
| 2003                             | 26    |
| 2004                             | 20    |
| 2006                             | 10    |
| 2008                             | 3     |
| 2009                             | 2     |
| 2011                             | 2     |

Distritos de condado por provincias.
| Distritos de condado (2002-2009) |      |      |      |      |      |      |
| Provincia                        | 2002 | 2003 | 2004 | 2006 | 2008 | 2009 |
| Hebei                            | 1    | 1    | 1    | 1    | 1    | 1    |
| Shandong                         | 8    | －   | －   | －   | －   | －   |
| Hunan                            | 8    | 8    | 8    | －   | －   | －   |
| Sichuan                          | 32   | －   | －   | －   | －   | －   |
| Gansu                            | 6    | 6    | －   | －   | －   | －   |
| Xinjiang                         | 11   | 11   | 11   | 9    | 2    | 1    |
| Total                            | 66   | 26   | 20   | 10   | 3    | 2    |

## Distrito social
El Distrito social , traducido como ciudad-comunidad, también como Comuna , en referente para el mundo occidental (en chino:社区, pinyin:Shèqū,literalmente:área social) es una ciudad pequeña o parte de una ciudad que se compone principalmente por domicilio residentes ,eso excluye a zonas donde hay empresas comerciales, instalaciones industriales y de negocios.

## Distrito administrativo
El  Distrito administrativo (en chino, 行政管理区; pinyin, Xíngzhèng guǎnlǐ qū; literalmente, ‘Área de gestión administrativa’) se refiere al área administrada establecida por el gobierno local. No es una unidad de división administrativa de la República Popular China y no está registrada en el Ministerio de Asuntos Civiles. Generalmente incluyen a nivel prefectura, a nivel condado y a nivel municipio.
Estas no cuentan con el Congreso Nacional Popular, la Conferencia Consultiva Política Popular y otras instituciones, por lo tanto, si las ciudades administradas, etc., necesitan participar en la reunión del Congreso Nacional Popular, deben acudir a la Oficina de Asuntos Civiles para registrarse en el condado al que pertenecen para participar.
El establecimiento de estas zonas puede deberse a planificación industrial, disposición turística o a razones históricas. Tomando como ejemplo la provincia de Hunan, en Hongjiang de la ciudad de Huaihua, se estableció por razones históricas; debido a la reestructuración de las granjas estatales provinciales, se establecieron cuatro áreas de gestión a nivel de condado.

## Distrito de Hong Kong
Los distritos de Hong Kong son las 18 áreas políticas en las que Hong Kong se divide geográficamente, cada distrito tiene un consejo distrital, conocido anteriormente como junta de distrito, fueron establecidos en 1982, cuando Hong Kong se encontraba bajo el dominio británico. 
El oficial de distrito es el representante mayor a ese nivel de administración y tiene la responsabilidad de supervisar, implementar y coordinar la ejecución de los programas distritales, asegurando que el consejo cumpla con la ciudad y la gente en su zona.
Comuna o distrito municipal se pueden usar como referencia para occidente, ya que es un tipo de división urbana o rural.

## Distrito de Shanghái
Son desde 2017, las divisiones urbanas de Shanghái. A mediados de 2016, el Consejo de Estado aprobó a Chongming para elevar el condado a distrito, así todas sus divisiones quedaron en ciudades-distrito.
Shanghái es uno de los cuatro municipios de primer orden  de la República Popular China y está dividida en 16 distritos. No existe un único distrito que abarque todo el centro de la ciudad, ya que el núcleo urbano está disperso en varios distritos, aunque Huangpu generalmente se considera el centro financiero.

## Nuevo distrito
El Nuevo distrito o Nueva área (国家级新区) es una zona especial económica y política respaldado por el gobierno central creada en 1992 para supervisar el desarrollo y la construcción de una zona dentro de la ciudad. Las nuevas áreas se les dan políticas preferenciales especiales y privilegiadas directamente aprobados por el Consejo de Estado. Estas políticas se crean especialmente para fomentar y atraer inversión para acelerar la economía de la ciudad.
En este momento existen 19 de este tipo de administración, de los cuales:
| Nombre     | Caracteres & Pinyin                | Fecha       | Área (km²) | Ciudad    |
| ---------- | ---------------------------------- | ----------- | ---------- | --------- |
| Pudong     | 浦东新区; Pǔdōng Xīnqū             | 11-oct-1993 | 1,210      | Shanghái  |
| Binhai     | 滨海新区; Bīnhǎi Xīnqū             | 9-nov-2009  | 2,270      | Tianjin   |
| Liangjiang | 两江新区; Liǎngjiāng Xīnqū         | 16-jun-2010 | 1,205      | Chongqing |
| Zhoushan   | 舟山群岛新区;Zhōushān Qúndǎo Xīnqū | 8-jul-2011  | 1,440      | Zhoushan  |
| Lanzhou    | 兰州新区; Lánzhōu Xīnqū            | 20-ago-2012 | 806        | Lanzhou   |
| Honggutan  | 红谷滩新区;Hónggǔtān xīnqū         | 2009        | 175        | Nanchang  |
| Xihai'an   | 西海岸新区;Xīhǎi'àn xīnqū          | 2018        | 2096       | Qingdao   |

## Distrito de desarrollo
El Distrito de desarrollo son  zonas francas de la República Popular China donde se fomenta la Inversión extranjera directa.
Estos programas a nivel nacional se iniciaron con la Zona económica especial en tres ciudades en 1978 como parte de la Reforma económica china y fueron extendidas a 14 ciudades en 1984, contando con 49 en 2006.
Existe otro tipo de estas áreas especiales a nivel local llamadas Zonas abiertas o de explotación  (开发区) que funcionan de forma similar, pero son controladas por la provincia, lo cual se cuentan como Subprefectura .

## Subdistrito
El Subdistrito, Distrito suburbano o Administración de Calle (街道) Es una de las más bajas administraciones del país a nivel de pueblo, está a la par del poblado (镇) y la villa (乡), a diferencia de estos es que el subdistrito tiene mayor área urbana. Existen casi 6 mil de este tipo de administración.

## Otros distritos
Distrito especial
Es un tipo de administración especial bajo la administración directa de la ciudad-prefectura de Liupanshui.*
Distrito forestal
Es un tipo de administración especial localizado en Hubei para la conservación del medio ambiente.*
  * Estos tipos se administran como condados.

## Antiguos distritos
Comisaria (专员区 "distrito comisionado") fue una división donde la autoridad era ejercida por un comisionado (专员). No era un nivel formal de gobierno, sino una supervisión temporal ejercida por el comisionado. Se enfocaba en regiones con necesidades específicas (fronteras, minorías étnicas o áreas estratégicas).
Luego, las comisarías se fueron asentando y evolucionaron a Distrito exclusivo (专区 Zhuānqū) que eran distritos dedicados a un área específica (fronteras, minorías étnicas o áreas estratégicas). Este sistema de división se encontraba entre las provincias (administración de primer nivel) y los condados (administración de segundo nivel). Debido a que eran designadas por el gobierno provincial para administrar varios condados, funcionaban de manera similar a las actuales ciudades-prefectura.
Durante la Guerra Antijaponesa, el régimen comunista  comenzó a utilizar  Zhuanqu como término de división fija. Tras el establecimiento de la República Popular China en 1949, el término Zhuanqu se extendió a toda China continental, excepto el noreste de China, Mongolia Interior y el Tíbet, hasta que se renombró como Región (地区 "campo distrital) en 1970.
Distrito administrativo
El Distrito administrativo (行政区) Al comienzo de la Guerra Civil entre el Kuomintang (KMT) y el Partido Comunista (PCCh), el país se dividió entre las zonas controladas por el PCCh y las zonas controladas por el KMT. Debido a las necesidades, el PCCh estableció varios organismos dentro de cada provincia para dirigir a los gobiernos locales llamados distritos administrativos.
En abril de 1949, el PCCh ocupó las provincias de Jiangsu y Anhui. No se establecieron gobiernos provinciales, sino cuatro distritos administrativos. A fines de ese año, tras la toma de Sichuan, se repitió el modelo.
Al fundarse la República Popular China (1949), el sistema de división administrativo era el Gran Distrito administrativo (大行政区) de primer nivel, y las provincias de segundo nivel. 
El 7 de agosto, la 17.ª sesión del Comité del Gobierno Popular Central decidió fusionar seis Distritos administrativos para crear los gobiernos provinciales de Anhui y Sichuan. Tras cambios similares, todos los Distritos administrativos fueron abolidos.
Gran distrito
El Gran distrito (大区) traducido de manera indirecta como Grandes regiones, eran divisiones administrativas de alto nivel de las zonas controladas por el PCCh en el norte de China y, posteriormente, en toda la recién creada República Popular China, que gobernaban directamente las provincias y municipios. En aquel entonces, China contaba con seis grandes regiones administrativas: Norte (华北), Noroeste (西北), Noreste (东北), Este (华东), Centro-Sur (中南) y Suroeste (西南). Estas fueron las divisiones políticas más grandes de la historia de China y estaban controladas por el Gobierno Central. 
A partir de junio de 1954, el Gobierno Central abolió gradualmente las Grandes regiones, y el gobierno central gestionó directamente las provincias, lo que se completó en noviembre de ese año. 
Se piensa que esto se debió a las necesidades de la construcción económica de China en ese momento, que fortalecieron la centralización y redujeron el nivel de organización gubernamental. También pudo deberse al incidente de Gao Gang y Rao Shushi (高岗饶漱石事件) una disputa política entre altos cargos del PCCh en 1953, que duró hasta 1955, recibió su nombre en honor a los dos protagonistas, Gao Gang y Rao Shushi. Finalmente, ambos fueron destituidos de sus cargos y expulsados del partido, y acusados de "conspirar para dividir el partido". En 1954, Gao Gang se suicidó bajo arresto domiciliario, y Rao Shushi murió bajo custodia en 1975.

.